# 小行星8894
小行星8894（英語：8894）是一颗围绕太阳公转的小行星。1995年8月2日，清水義定、浦田武在那智胜浦町发现了此天体。
这颗小行星的绝对星等为322.07501等。